# Noch einmal mit Gefühl (Buffy)
Noch einmal mit Gefühl, besser bekannt unter dem englischen Titel Once More, with Feeling, ist ein US-amerikanisches Musical aus der siebten Episode der sechsten Staffel der Fernsehserie Buffy – Im Bann der Dämonen. Joss Whedon, Schöpfer der Serie, fungierte nicht nur als Regisseur und Drehbuchschreiber dieser Folge, er textete und komponierte mit Unterstützung von Christophe Beck und Jesse Tobias auch die Lieder. Noch einmal mit Gefühl feierte am 6. November 2001 seine Weltpremiere im US-amerikanischen Fernsehen beim Sender UPN. In Deutschland wurde diese Folge zum ersten Mal am 23. Oktober 2002 beim Fernsehsender ProSieben gezeigt.

## Handlung
Nach der Eröffnungssequenz, in der dem Zuschauer ein Morgen im Haus der Familie Summers gezeigt wird, ist Buffy Summers, die Jägerin, auf Streife zu sehen. Sie patrouilliert auf dem Friedhof der Stadt und bemerkt, dass etwas nicht stimmt. Sie und die Vampire und Dämonen um sie herum beginnen zu singen und zu tanzen. In Buffys Lied, Going Through the Motions, geht es um ihr Leben, nachdem sie von ihrer Freundin, der Hexe Willow Rosenberg von den Toten zurückgeholt wurde und ihr Gefühl, sie gehöre nicht in das Reich der Lebenden.
Am Morgen danach fragt Buffy ihre Freunde, ob auch sie in der letzten Nacht den Drang verspürt hätten, ein Lied zu singen. Buffys Freunde bestätigen dies, kurz bevor alle erneut anfangen zu singen. Im Lied I’ve Got a Theory spekulieren sie, woher dieser plötzliche Wunsch herrührt, seine Gedanken und Gefühle durch Gesang auszudrücken. Buffy beginnt während des Songs eine andere Richtung einzuschlagen. In If We’re Together erklärt sie den anderen, wie wichtig es ist, dass sie zusammenhalten, um die Situation gemeinsam zu bewältigen, wie sie schon alles zuvor gemeinsam überwinden konnten. Es stellt sich schließlich heraus, dass sämtliche Bürger der fiktiven Stadt Sunnydale dem Fluch des Singens unterlegen sind, woraufhin die Gruppe vorerst ratlos ist.
Willow Rosenberg, Buffys beste Freundin und Hexe, und ihre Lebensgefährtin Tara Maclay, die auch eine Hexe ist, schlendern durch den Park und Tara singt Willow eine Liebeserklärung mit dem Titel Under Your Spell. In den darauffolgenden Szenen liefern sich Xander Harris, Buffys bester Freund, und seine Verlobte Anya Jenkins, eine ehemalige Rachedämonin, ein Wortgefecht. In dem Lied I’ll Never Tell beschweren sie sich über die Macken des jeweils anderen, machen sich aber auch gegenseitig Komplimente – alles, was sie sich nie getraut haben, einander zu sagen.  Spike, ein Vampir, der auf Buffys Seite steht, beschwert sich in seinem Lied Rest in Peace bei jener über die unklaren Verhältnisse in ihrer beider Beziehung zueinander.
Während des Trainings mit Buffy erkennt ihr Wächter Rupert Giles, dass seine kontinuierliche Anwesenheit Schuld an Buffys emotionaler Abhängigkeit von ihm ist, was ihr die Rückkehr in den Alltag und die Verarbeitung des Traumas, das sie durch den Tod und die Auferstehung erleiden musste, maßgeblich erschwert. Während seiner Ballade Standing erkennt er, dass er Buffy verlassen und nach England zurückkehren muss. Tara findet unterdessen heraus, dass Willow durch einen Zauber ihre Erinnerung an einen Streit mit ihr ausgelöscht hat und wird sich darüber klar, dass sie der Beziehung ein Ende setzen muss. Giles und Tara singen ein kurzes Duett, Under Your Spell / Standing — Reprise, ohne den anderen wirklich wahrzunehmen, und besingen die Entscheidung, sich von Buffy bzw. Willow zu distanzieren.
Es scheint, als sei ein rothäutiger Dämon im blauen Anzug für den Gesang und Tanz verantwortlich. Plötzlich beginnen einige Bürger von Sunnydale beim Tanzen Feuer zu fangen und verbrennen daraufhin.
Der Dämon lässt Dawn, die Schwester Buffys, entführen, nachdem diese sich daheim in Dawn’s Lament über ihr Leben beklagt. Dawn wacht nach der Entführung im leeren Bronze, dem Stammclub von Buffy und ihren Freunden, auf. Nach Dawn’s Ballet beginnt sie ein Lied mit dem Dämon zu singen, What You Feel, und bekommt die Erklärung für ihre Anwesenheit: Der Dämon möchte Dawn mit in die Unterwelt nehmen und sie zu seiner Königin machen, da er der Überzeugung ist, sie habe ihn herbeigerufen. Daraufhin erzählt Dawn dem Lord of the Dance in einem kurzen Gesangsbrocken, dass ihre Schwester die Jägerin sei, worauf hin dieser verdutzt fragt „Die Jägerin?“ und dann seine Tanz- und Gesangseinlage zu Ende führt.
Durch einen der Gehilfen des Dämons erfährt die Gruppe um Buffy von Dawns Entführung. Xander, Willow und Anya wollen sich mit Buffy auf den Weg machen und ihre Schwester retten, doch Giles erklärt, Buffy solle allein gehen. Willows Vorschlag, einen Zauber anzuwenden, um Dawn aufzuspüren, wird von Tara schnell abgelehnt. Spike tut Giles Vorschlag ab und bietet Buffy seine Hilfe an. Buffy jedoch lehnt dies ab, da sie Spikes Wunsch respektiert, von ihr Abstand zu halten. Schließlich zieht sie alleine los, um Dawn zu retten. Auf dem Weg beginnt Buffy über ihre Unfähigkeit zu Fühlen zu singen („I touch the fire and it freezes me. I look into it and it’s black.“ – „Ich berühre das Feuer und es friert mich. Ich sehe hinein und es ist schwarz.“). Doch auch ihre Freunde entschließen sich schließlich dazu, ihr zu helfen und stimmen mit ihr in das Lied Walk Through the Fire ein.
Als Buffy im Bronze ankommt, beginnt sie trotzig zu singen und zu tanzen. In Something to Sing About singt sie erneut über ihren Zustand und wie schwer es für sie ist, in der Welt zu leben. Ihre Freunde und Spike treffen ein und Buffy enthüllt schließlich, Willow habe sie durch die Wiederauferstehung aus dem Himmel gerissen und nicht aus der Hölle erlöst, wie sie bisher alle angenommen hatten. Als sie danach beim wilden und schnellen Tanzen beginnt zu qualmen, hält Spike sie an und erklärt ihr, dass sie ihren Schmerz nur dadurch beseitigen könne, indem sie lebe.
Applaudierend will sich der Dämon mit Dawn aus dem Staub machen, doch es stellt sich heraus, dass nicht Dawn diejenige war, die ihn rief, sondern Xander, der nicht mit solchen Auswirkungen gerechnet hatte. Der Dämon verschwindet daraufhin, da er nicht die Absicht hat, Xander zu seiner "Königin" zu machen. Die Gruppe fragt sich nun selbst im Lied Where Do We Go from Here?, was sie nun tun wollen.
Noch einmal mit Gefühl wird mit dem ersten Kuss – ohne dass sie unter einem Zauber stehen – von Buffy und Spike, die sich außerhalb des Clubs wiederfinden, während die anderen drinnen noch singen und tanzen, beendet. Daraufhin fällt ein Vorhang über den Schriftzug „The End“.

## Hintergrundinformationen
Alle Darsteller singen ihre Lieder selbst. Ursprünglich sollte das rhythmisch komplexe Lied Something to Sing About von der Pop-Sängerin Jewel gesungen werden, doch Sarah Michelle Gellar stellte sich der Herausforderung. Später erklärte sie, es gehasst zu haben, diese Folge gemacht zu haben. Insbesondere die schwere Tanzchoreografie während des Lieds Something to Sing About habe sie erschöpft.
Alyson Hannigan bat Joss Whedon, sie nur für einige wenige Zeilen in den Liedern einzuplanen, woraufhin dieser ihr eine amüsante Zeile im Lied Walk Through the Fire schrieb. Sie singt „I think this line’s mostly filler“, was auf Deutsch „Ich denke, diese Zeile ist hauptsächlich Füllmaterial“ bedeutet. Der Protagonistin Willow wurde eine Antipathie gegen das Singen bereits in den Folgen Buffy lässt die Puppen tanzen und Die Macht der Träume der ersten Staffel von Buffy zugeschrieben.
James Marsters brachte einige Gesangserfahrung mit, da er selbst in der Rockband Ghost of the Robot spielte.
Auch Anthony Stewart Head hatte vor seiner Zeit bei Buffy bereits einige Erfahrungen gesammelt. Er spielte eine der Hauptrollen in einer britischen Version der Rocky Horror Show und sang in dem Musical Chess.
Auch Amber Benson  brachte einiges an Gesangserfahrung mit, wie in ihrem Lied   Under Your Spell zu hören ist, oder in ihrem Kurzen Duett mit Anthony Stewart Head in dem Song  Under Your Spell / Standing - Reprise.
Ebenfalls waren sie und James Masters in  Anthony Heads Musik-Album Music for Elevators  in einigen Liedern zu hören, welches im Jahr 2002 erschien.
Drehbuchautorin und Produzentin Marti Noxon wird zum ersten Mal in einer Episode gezeigt. Sie spielt die im Parkverbot stehende Frau. Auch David Fury, Drehbuchautor und Produzent der Serie, hat einen Auftritt. Er besingt die Beseitigung von Senfflecken aus seinem Hemd.
Für die deutsche Version von Noch einmal mit Gefühl wurden sämtliche Sprechparts wie üblich synchronisiert. Die Lieder hingegen wurden im Original belassen. Da die Lieder elementar für den Handlungsverlauf sind, unterlegte Pro Sieben bei der deutschen Erstausstrahlung der Folge am 23. Oktober 2002 die Lieder mit deutschen Untertiteln, um es den Zuschauern leichter zu machen, der Handlung zu folgen. In Spanien und Frankreich hingegen synchronisierte man auch alle Lieder in der Landessprache.
Der Vorspann wurde in dieser Folge komplett ausgetauscht. Jeweils ein kreisrunder Ausschnitt der Hauptfiguren wird auf der Fläche eines Vollmondes eingeblendet, während rechts neben dem Mond der Name des Darstellers in roter Schrift geschrieben steht.
Whedon schrieb das Lied I’ve Got a Theory in einem humorvollen Stil und legte es so an, dass Textpassagen sowohl auf Geschehnisse in der Vergangenheit, als auch in der Zukunft anspielen.
- Rupert Giles äußert als erster seine Theorie: er glaubt, dass ein tanzender Dämon für die Vorfälle verantwortlich ist, was sich später als korrekt herausstellt.
- Willow denkt, alle könnten in dem verrückten Albtraum eines Kindes stecken. Dies ist eine Anspielung auf die Folge Die Macht der Träume, in der die Alpträume eines im Koma liegenden Jungen Wirklichkeit wurden.
- Xander macht einen Fehltritt, als er vorschlägt, es könnten böse Hexen hinter den Ereignissen stecken. Die guten Hexen Willow und Tara sehen ihn daraufhin vorwurfsvoll an und er zieht seinen Vorschlag zurück.
- Ein musikalischer Umbruch geschieht, als Anya ihrer Kaninchenphobie Nachdruck verleiht. Die sanfte Melodie von I’ve Got a Theory wird durch Rock-Klänge durchbrochen, während Anya lautstark singend den Kaninchen die Schuld an der Situation gibt.
- Buffy singt, sie sei bereits zweimal gestorben. Den ersten Tod „erlebte“ sie in der letzten Folge der ersten Staffel, Das Ende der Welt. Das zweite Mal starb sie in einem übernatürlichen Energiefeld in der letzten Folge der fünften Staffel, Der Preis der Freiheit.

Die Lieder Walk Through the Fire, Something to Sing About und Where Do We Go from Here wurden durch das fünfte Studioalbum der Band Yes, Close to the Edge, inspiriert, welches zu dem Zeitpunkt eines der Lieblingsalben Joss Whedons war.
Ein Großteil des Segments zu I’ll Never Tell wurde mit nur einem Take gedreht. Andere Szenen, beispielsweise die nachfolgende Szene, die sogenannte Parking Meter Aria mit dem Lied The Parking Ticket, mussten ungewöhnlich oft wiederholt werden, da nur ein kleiner Fehler die Aufnahme verderben konnte.
Mit einer Laufzeit von ungefähr 50 Minuten ist Noch einmal mit Gefühl die längste Episode der gesamten Serie. Normalerweise sind für eine Folge von Buffy 42 Minuten zugelassen. (Ausnahme bildet da die Doppelfolge zu Beginn dieser Staffel mit einer Laufzeit von ca. 84 Minuten.)
Noch einmal mit Gefühl ist die einzige Episode, die in Anamorpher Bildaufzeichnung gesendet wurde.
Die Darsteller benötigten zwei Wochen, um die Tanzeinlagen und Texte auswendig zu lernen und die Folge zu filmen. Die Lieder wurden während der Dreharbeiten zu den ersten Episoden der Staffel aufgenommen.

## Trivia
- Der Dämon aus dieser Folge trägt den Namen Sweet und wurde gespielt von Hinton Battle. Es wurde jedoch vergessen, dies jemanden sagen zu lassen und so erfährt man den Namen lediglich durch den Abspann.
- Joss Whedon hegte seit der ersten Staffel der Serie Pläne, eine Musical-Episode zu produzieren. Die Chance dazu erhielt er allerdings erst, als Buffy mit der sechsten Staffel zum Sender UPN wechselte. Des Weiteren enthüllte Whedon im DVD-Kommentar zu dieser Folge, dass ein mögliches Musical in der vierten Staffel nur kurz nach der Ausstrahlung der Musical-Folge von Xena – Die Kriegerprinzessin gesendet worden wäre, was Ideenklau nahegelegt hätte. Anstelle einer Musical-Episode produzierte man daher die Folge Das große Schweigen, besser bekannt unter dem englischen Titel Hush. Diese ist ebenfalls eine Besonderheit, denn sie kommt 26 Minuten ohne ein Wort gesprochenen Dialogs aus.
- Buffy sagt in einer Szene, Dawn sei in Schwierigkeiten – es müsse wohl Dienstag sein. Der Fernsehsender UPN strahlte Buffy generell dienstags aus.
- In den Vereinigten Staaten wurde die Episode von durchschnittlich 5,4 Millionen Menschen gesehen.
- Am Ende der von Tara Maclay gesungenen Liebeserklärung an Willow Rosenberg, Under Your Spell, wird deutlich auf Sex zwischen den zwei Frauen angespielt. Diese Szene wurde bei der ersten Ausstrahlung unter anderem in China und den Philippinen herausgeschnitten.

## Kritik und Rezeption
Noch einmal mit Gefühl sollte ursprünglich für einen Emmy im Jahr 2003 nominiert werden. Aufgrund eines Fehldrucks des offiziellen Abstimmungszettels, der später korrigiert wurde, aber durch den die bereits abgeschickten Stimmen für andere Fernsehserien und die dazugehörigen Episoden nicht mehr ausgeglichen werden konnten, schaffte es Noch einmal mit Gefühl nicht, in die gültige Nominierungsliste aufgenommen zu werden und den Emmy zu gewinnen.
Die Folge wurde vom britischen Fernsehsender Channel 4 auf den dreizehnten Platz der Liste der großartigsten Musicals aller Zeiten gewählt.
Neben Harry Potter und der Stein der Weisen, Die Monster AG, Shrek – Der tollkühne Held und Der Herr der Ringe: Die Gefährten wurde Noch einmal mit Gefühl für einen Hugo Award für die beste Drama-Darstellung in einem Science-Fiction- oder Fantasyfilm nominiert. Die Episode verlor gegen den ersten Teil der Herr-der-Ringe-Trilogie.
Für das Lied Walk Through the Fire wurde ein Musikvideo produziert, das aus dem dazugehörigen Ausschnitt aus der Folge und Einblendungen mit den Namen der Protagonisten besteht. Zwar wurde das Lied nicht als Single aus dem Soundtrack-Album ausgekoppelt, jedoch in die Musikvideo-Playliste der deutschen Musiksender VIVA und Viva Plus eingebunden. Bei letzterem führte das Video tagelang die Liste der meistgespielten Videos innerhalb der Sendung Get The Clip an, bei welcher die Zuschauer per Telefonabstimmung die Playliste bestimmen.
Des Weiteren wurde von 20th Century Fox die gesamte Episode kurz nach ihrer Ausstrahlung in den Vereinigten Staaten auf DVD veröffentlicht. Nach einigen Fanpetitionen brachte man die DVD auch nach Europa und veröffentlichte sie in englischer Sprache für das Vereinigte Königreich und in deutscher Sprache für den deutschsprachigen Raum. Die deutsche DVD erschien am 15. Februar 2003.

## Synchronisation
| Rolle                                           | Darsteller            | Deutsche Synchronisation |
| ----------------------------------------------- | --------------------- | ------------------------ |
| Buffy Anne Summers                              | Sarah Michelle Gellar | Nana Spier               |
| Willow Danielle Rosenberg                       | Alyson Hannigan       | Marie Bierstedt          |
| Alexander „Xander“ LaVelle Harris               | Nicholas Brendon      | Gerrit Schmidt-Foß       |
| Rupert „Ripper“ Giles                           | Anthony Stewart Head  | Thomas Nero Wolff        |
| Spike (William der Blutige); William Pratt      | James Marsters        | David Nathan             |
| Anya Christina Emmanuella Jenkins (Anyanka/Aud) | Emma Caulfield        | Dascha Lehmann           |
| Dawn Summers                                    | Michelle Trachtenberg | Ilona Brokowski          |
| Tara Maclay                                     | Amber Benson          | Ranja Bonalana           |

## Internationale Titel
- Spanien: Una Vez Más, con Sentimiento *
- Frankreich: Que le Spectacle Commence (Lasst die Vorstellung beginnen)
- Italien: La Vita è un Musical (Das Leben ist ein Musical)
- Finnland: Vielä Kerran Tunteella *
- Schweden: En Gång Till, med Känsla *
- Türkei: Once More, With Feeling (aber in Türkisch: Bir Kez Daha, Hissederek) *
- Russland: Ещё раз с чувством *
- Ukraine: Ще раз, тільки з почуттям *

* = Wörtliche Übersetzung des Titels

## Der Soundtrack
Zur Episode wurde eine Musik-CD mit dem Titel Once More, with Feeling veröffentlicht, auf der sämtliche gesungenen Lieder aus der Folge und zusätzliche Stücke enthalten sind. Als Bonus sind die Demo-Version von Something to Sing About, welche von Joss Whedon und seiner Frau Kai Cole eingesungen wurde, und jeweils ein Musikstück aus den beliebten Episoden Das große Schweigen, Jedem sein Albtraum und Der Preis der Freiheit enthalten, welche von Christophe Beck, dem Komponisten der Serie, komponiert wurden. Das CD-Cover wurde von Adam Hughes gestaltet. Das Booklet enthält Notizen von Whedon, die Liedtexte und Bilder aus der Folge.

### Titelliste
| #   | Titel                                                                   | Spiel- dauer |
| --- | ----------------------------------------------------------------------- | ------------ |
| 1.  | Overture / Going Through the Motions                                    | 2:57         |
| 2.  | I’ve Got a Theory / Bunnies / If We’re Together                         | 2:22         |
| 3.  | The Mustard                                                             | 0:18         |
| 4.  | Under Your Spell                                                        | 2:55         |
| 5.  | I’ll Never Tell                                                         | 4:01         |
| 6.  | The Parking Ticket                                                      | 0:45         |
| 7.  | Rest in Peace                                                           | 2:46         |
| 8.  | Dawn’s Lament                                                           | 1:19         |
| 9.  | Dawn’s Ballet                                                           | 1:12         |
| 10. | What You Feel                                                           | 3:01         |
| 11. | Standing                                                                | 2:01         |
| 12. | Under Your Spell / Standing — Reprise                                   | 1:35         |
| 13. | Walk Through the Fire                                                   | 3:44         |
| 14. | Something to Sing About                                                 | 4:40         |
| 15. | What You Feel — Reprise                                                 | 0:46         |
| 16. | Where Do We Go from Here?                                               | 1:53         |
| 17. | Coda                                                                    | 0:40         |
| 18. | End Credits (Broom Dance / Grr Argh)                                    | 0:31         |
| 19. | Main Title                                                              | 0:26         |
| 20. | Suite from "Restless" (Willow’s Nightmare/First Rage/Chain Of Ancients) | 5:02         |
| 21. | Suite From "Hush" (Silent Night/First Kiss/Enter The Gentlemen/Schism)  | 6:54         |
| 22. | Sacrifice (from "The Gift")                                             | 2:55         |
| 23. | Something To Sing About (Demo)                                          | 4:27         |

Erwähnenswert ist, dass es einige Soundeffekte und gesprochene Sequenzen, die in der Folge zu hören sind, nicht auf den Soundtrack geschafft haben. Beispielsweise ist während der Pause vor Anyas Einsatz im Lied I’ve Got a Theory in der Fernsehversion das Zirpen von Grillen zu hören. Auf dem Soundtrack ist dies nicht zu hören. Außerdem fehlt Giles Aufforderung an Anya und Tara, Buffy während Something to Sing About mit Tanzen zu unterstützen. Ebenfalls fehlt Buffys Frage am Ende des Songs Standing „Haben Sie was gesagt, Giles?“. Ebenso fehlt die Frage vom Lord of the Dance am Ende des Songs What You Feel „Die Jägerin?“.
Weiterhin ist auf dem Soundtrack am Ende des Lieds Rest in Peace Spikes Frage "Dazu hast du wohl nichts zu sagen?" nicht zu hören - im Gegensatz zu der ausgestrahlten Folge.
Der Soundtrack war in Deutschland erfolgreich und schaffte es nach einem Einstieg auf Platz 13 in der ersten Woche und in der zweiten Woche auf Platz 7 der Longplay-Charts, was seine höchste Platzierung blieb.